# Volta Limburg Classic 2018
La 45.ª edición de la clásica ciclista Volta Limburg Classic, fue una carrera en los Países Bajos que se celebró el 31 de marzo de 2018 sobre un recorrido de 197,5 kilómetros con inicio y final la ciudad de Eijsden.
La carrera hizo parte del UCI Europe Tour 2018, dentro de la categoría 1.1
La carrera fue ganada por el corredor eslovaco Jan Tratnik del equipo CCC Sprandi Polkowice, en segundo lugar Marco Tizza (Nippo-Vini Fantini) y en tercer lugar Jimmy Janssens (Cibel-Cebon).

## Equipos participantes
Tomaron parte en la carrera 24 equipos: 1 de categoría UCI WorldTeam; 9 de categoría Profesional Continental; y 14 de categoría Continental. Formando así un pelotón de 163 ciclistas de los que acabaron 84. Los equipos participantes fueron:
| WorldTeam- Lotto NL-Jumbo Equipos continentales profesionales (9)- Aqua Blue Sport - CCC Sprandi Polkowice - Israel Cycling Academy - Nippo-Vini Fantini-Europa Ovini - Roompot-Nederlandse Loterij - Sport Vlaanderen-Baloise - Vital Concept - WB-Aqua Protect-Veranclassic - Wanty-Groupe Gobert Equipos continentales (14)- Alecto - BEAT Cycling Club - Canyon Eisberg - Cibel-Cebon - Coop - Delta Cycling Rotterdam - Destil-Parkhotel Valkenburg - Lotto-Kern-Haus - Metec-TKH-Mantel - Monkey Town Continental - Riwal CeramicSpeed - Tarteletto-Isorex - Virtu Cycling - Vlasman Track/Road Continental |
| |

## Clasificación final
- Las clasificaciones finalizaron de la siguiente forma:[4]

| \| Clasificación general \| Clasificación general \| Clasificación general \| Clasificación general \| Clasificación general \| \| Ciclista \| Ciclista \| Equipo \| Tiempo \| \| \| --------------------- \| --------------------- \| ------------------------------- \| --------------------- \| --------------------- \| \| 1.º \| Jan Tratnik \| CCC Sprandi Polkowice \| 4 h 42 min 34 s \| \| \| 2.º \| Marco Tizza \| Nippo-Vini Fantini-Europa Ovini \| + 1 s \| \| \| 3.º \| Jimmy Janssens \| Cibel-Cebon \| + 1 s \| \| \| 4.º \| Thomas Degand \| Wanty-Groupe Gobert \| + 3 s \| \| \| 5.º \| Edward Dunbar \| Aqua Blue Sport \| + 5 s \| \| \| 6.º \| Jérôme Baugnies \| Wanty-Groupe Gobert \| + 41 s \| \| \| 7.º \| Antoine Warnier \| WB-Aqua Protect-Veranclassic \| + 41 s \| \| \| 8.º \| Jeroen Meijers \| Roompot-Nederlandse Loterij \| + 53 s \| \| \| 9.º \| Aksel Nõmmela \| BEAT Cycling Club \| + 53 s \| \| \| 10.º \| Quentin Pacher \| Vital Concept \| + 53 s \| \| |                 |                                 |                 |
| |                 |                                 |                 |
| Fuentes: ProCyclingStats Cycling Quotient Cycling Archives |                 |                                 |                 |
| Clasificación general |                 |                                 |                 |
| Ciclista | Ciclista        | Equipo                          | Tiempo          |
| 1.º | Jan Tratnik     | CCC Sprandi Polkowice           | 4 h 42 min 34 s |
| 2.º | Marco Tizza     | Nippo-Vini Fantini-Europa Ovini | + 1 s           |
| 3.º | Jimmy Janssens  | Cibel-Cebon                     | + 1 s           |
| 4.º | Thomas Degand   | Wanty-Groupe Gobert             | + 3 s           |
| 5.º | Edward Dunbar   | Aqua Blue Sport                 | + 5 s           |
| 6.º | Jérôme Baugnies | Wanty-Groupe Gobert             | + 41 s          |
| 7.º | Antoine Warnier | WB-Aqua Protect-Veranclassic    | + 41 s          |
| 8.º | Jeroen Meijers  | Roompot-Nederlandse Loterij     | + 53 s          |
| 9.º | Aksel Nõmmela   | BEAT Cycling Club               | + 53 s          |
| 10.º | Quentin Pacher  | Vital Concept                   | + 53 s          |

## UCI World Ranking
La Volta Limburg Classic otorga puntos para el UCI Europe Tour 2018 y el UCI World Ranking, este último para corredores de los equipos en las categorías UCI WorldTeam, Profesional Continental y Equipos Continentales. Las siguientes tablas muestran el baremo de puntuación y los 10 corredores que obtuvieron más puntos:
| Posición              | 1.ª | 2.ª | 3.ª | 4.ª | 5.ª | 6.ª | 7.ª | 8.ª | 9.ª | 10.ª |
| Clasificación general | 125 | 85  | 70  | 60  | 50  | 40  | 35  | 30  | 25  | 20   |

| 1.º  | Jan Tratnik     | CCC Sprandi Polkowice           | 125 |
| 2.º  | Marco Tizza     | Nippo-Vini Fantini-Europa Ovini | 85  |
| 3.º  | Jimmy Janssens  | Cibel-Cebon                     | 70  |
| 4.º  | Thomas Degand   | Wanty-Groupe Gobert             | 60  |
| 5.º  | Edward Dunbar   | Aqua Blue Sport                 | 50  |
| 6.º  | Jérôme Baugnies | Wanty-Groupe Gobert             | 40  |
| 7.º  | Antoine Warnier | WB-Aqua Protect-Veranclassic    | 35  |
| 8.º  | Jeroen Meijers  | Roompot-Nederlandse Loterij     | 30  |
| 9.º  | Aksel Nõmmela   | BEAT                            | 25  |
| 10.º | Quentin Pacher  | Vital Concept                   | 20  |